# Бомбардировка Мадраса
Бомбардировка Мадраса германским крейсером «Эмден» состоялась 22 сентября 1914 года. Это было одним из боестолкновений Первой мировой войны.

## Предыстория
14 августа 1914 года крейсер «Эмден» отделился от Восточно-Азиатской крейсерской эскадры и отправился в Индийский океан. С начала сентября он начал успешную охоту на торговые суда в Бенгальском заливе. 18 сентября, поняв из перехваченных переговоров береговых станций, что в район стянуты британские военно-морские силы, капитан фон Мюллер решил нанести удар в другом месте.

## Бомбардировка
Вечером 22 сентября на «Эмдене» была установлена фальшивая четвёртая труба, и крейсер пошёл прямо в гавань Мадраса. В 21:30, с расстояния всего в 3 км, крейсер начал расстреливать нефтехранилища «Бирманской нефтяной компании». После того, как нефтебаки загорелись, крейсер перенёс огонь на город и корабли. В 22:00 на огонь начали отвечать береговые батареи; немцы выключили прожектор и без повреждений покинули гавань.
Как вспоминал в своих мемуарах старший офицер «Эмдена» Хельмут фон Мюкке,

Мы подошли к Мадрасу на расстояние менее 3000 метров. Маяки мирно горели, что в значительной степени облегчило нашу задачу… Открыв прожектор, мы сейчас же нащупали им наши жертвы — высокие белые с красной крышей нефтяные цистерны. После нескольких выстрелов над ними показались громадные языки голубовато-жёлтого пламени, из пробоин, причинённых снарядами, хлынули потоки горящей красным огнём жидкости… Облака тяжёлого чёрного дыма от горящей нефти виднелись ещё на следующий день, хотя мы были от Мадраса уже в 90 милях.

## Итоги
Несмотря на то, что набег не причинил особо большого материального ущерба, он имел громадное моральное значение. Престижу Великобритании среди местного населения был нанесён серьёзный урон.